# Frederick Augustus Grant Cowper
Frederick Augustus Grant Cowper (* 3. März 1883 in Island Pond, Vermont; † 24. Januar 1978 in Durham, North Carolina) war ein US-amerikanischer Romanist und Mediävist.

## Leben und Werk
Cowper studierte am Trinity College (Connecticut) (Abschluss 1911), ferner in Straßburg und Genf sowie an der University of Chicago, wo er 1920 promoviert wurde mit der Arbeit The Sources, Date and Style of Ille et Galeron, by Gautier d’Arras (1922). Von 1918 bis 1952 lehrte er an der Duke University (vor 1924: Trinity College, Durham, NC) als Professor für Romanische Philologie. Cowper war Ehrendoktor des Trinity College, an dem er studiert hatte (1956). Er war verheiratet mit der Sozialaktivistin Mary Octavine Thompson Cowper (1881–1968).

## Weitere Werke
- (Hrsg.) Italian folk tales and folk songs, Chicago, University of Chicago Press, 1923.
- (Hrsg. mit John Thomas Lister) Vicente Blasco Ibáñez, Los muertos mandan (Novela), New York/London, Harper & Brothers, 1934.
- (Hrsg.) Gautier d’Arras, Ille et Galeron, Paris, Picard, 1956.